# Prosoplus giloloensis
Prosoplus giloloensis är en skalbaggsart. Prosoplus giloloensis ingår i släktet Prosoplus och familjen långhorningar.

## Underarter
Arten delas in i följande underarter:
- P. g. giloloensis
- P. g. rotundipennis